# Danuta Majewska (inżynier)
Danuta Ewa Majewska – polska inżynier,  doktor habilitowana nauk rolniczych w zakresie zootechniki

## Życiorys
W 1999 obroniła pracę doktorską Ocena wylęgowości emu (Dromaius Novaehollandiae) w okresie adaptacji ptaków do warunków krajowych, a w 2012 habilitowała się na podstawie pracy zatytułowanej Jakość jaj i wskaźniki wylęgowości strusi afrykańskich (Struthio camelus) w zależności od wieku ptaków.
W 2002 otrzymała medal Amicus Scientiae et Veritatis przyznany przez Szczecińskie Towarzystwo Naukowe za nowatorskie badania w dziedzinie adaptacji emu do warunków krajowych.
Pracuje na stanowisku profesora uczelni w Katedrze Nauk o Zwierzętach Monogastrycznych Wydziału Biotechnologii i Hodowli Zwierząt Zachodniopomorskiego Uniwersytetu Technologicznego w Szczecinie.